# Джейтунская культура
Джейтунская культура (туркм. Jeýtun medeniýeti)— неолитическая археологическая культура (VI—V тыс. до н. э.), расположенная на территории южного Туркменистана и северо-восточного Ирана. Генетически связана с ближневосточными (досемитскими) раннеземледельческими культурами: Джармо, Чатал-Хююк. Выделена советским исследователем В. М. Массоном на основании раскопок 1950-1960-х годах. Названа в честь места Джейтун в 30 км к северо-западу от Ашхабада.

## Антропология
Советские антропологи В. В. Гинзбург и Т. А. Трофимова, исследовавшие древние джейтунские захоронения, пришли к выводу, что антропологически древние земледельцы Джейтунской культуры Южного Туркменистана в расовом отношении принадлежали к европеоидному восточносредиземноморскому типу:
«В. В. Гинзбург и Т. А. Трофимова пришли к выводу, что джейтунцы принадлежали к европеоидному восточносредиземноморскому типу и были наиболее близки к населению Гисара (Иран), отличаясь от него большей грацильностью. В общем, обитатели джейтунских поселений походили на современных туркмен.»

## Культура
Джейтунская культура характеризуется оседлыми поселениями со святилищами (Песседжик-депе). Неолитический посёлок Джейтун состоял из 30 глинобитных однокомнатных домов и его население, по предположениям учёных, составляло ок. 150 жителей. На их раскопках часты находки каменных топоров, серпов с кремнёвыми вкладышами. Встречается также глиняная посуда, глиняные статуэтки зверей и женщин. Из оружия характерна праща, но не наконечники стрел.

## Хозяйство
Основное занятие представителей данной культуры: земледелие (пшеница, ячмень) и скотоводство (козы, овцы, крупный рогатый скот).